# 서울초원학교
서울초원학교(Seoul Hayfield School)는 서울특별시 성북구 하월곡동에 위치한 학력 인정 고교 과정 대안학교이다. 인성과 진로 교육에 특화되어있으며, 교육 과정은 국어, 영어, 수학, 사회, 과학 등 보통 교과들과 외국어 교육(영어, 중국어, 한국어)과 직업 교육, 개인별 특기 맞춤 교육으로 구성되어 있다. 서울 시내 유일한 고등학교 과정 다문화 위탁 대안학교이다.

## 교통
지하철
- 6호선 월곡역 2번 출구

버스
- 120, 1017, 1113, 성북10 생명의 전화 하차
- 1164 월곡동신아파트 하차
- 163, 1017, 1111 성북구보건소 하차